# Kanbe
kanbe（カンベ）は、日本の漫画家。ワニマガジン社のCOMIC快楽天を中心に活動している。血液型はA型。

## 特色
調教ものやアブノーマルなセックス描写を好む。
『いじりもん!』に収録されている「ジャージとイカれる先輩」が第30回快楽天新人漫画王・王子様賞に輝いている。

## 作品リスト
- 『いじりもん!』（ワニマガジン社、2014年7月31日、ISBN 978-4-86269-320-4）[2]
- 『痴戯のナカ』（ワニマガジン社、2018年9月21日、ISBN 978-4-86269-580-2）[3]
- 『可愛ければ変態でも好きになってくれますか? アブノーマルハーレム』（白泉社、 2020年4月24日、ISBN 978-4-59-216159-2[4]）
- 『アクタイオン』（集英社)、2021年7月30日、原作：mitumizo、となりのヤングジャンプ特別読切[5][6]